# Ley de Derechos de la Madre Tierra
La Ley de Derechos de la Madre Tierra, ley n.º 071 de 21 de diciembre de 2010, es una ley emanada del Órgano Legislativo Plurinacional de Bolivia. Tiene el objeto de reconocer los derechos de lo que denomina Madre Tierra, al igual que las correspondientes obligaciones del Estado y la sociedad bolivianos. Introduce la noción de que la Madre Tierra, entendida como un sistema viviente dinámico conformado por todos los seres vivos que la componen, tiene calidad de sujeto colectivo de interés público, haciéndola titular de los derechos que establece.

## Antecedentes
La Ley de Derechos de la Madre Tierra fue elaborada tras la Conferencia Mundial de los Pueblos sobre el Cambio Climático y los Derechos de la Madre Tierra, realizada en la ciudad de Tiquipaya, Bolivia, del 19 al 22 de abril de 2010. Dicha conferencia, llevada a cabo a iniciativa del entonces presidente de Bolivia, Evo Morales Ayma, trató de responder a la XV Conferencia Internacional sobre Cambio Climático, que había tenido lugar en la ciudad de Copenhague en el año 2009, a la cual criticó por no tomar medidas más drásticas ante la crisis climática.
A partir de las conclusiones de la Cumbre Mundial de los Pueblos,  la Asamblea Legislativa Plurinacional de Bolivia inició el tratamiento de la nueva ley, la cual fue finalmente promulgada el 21 de diciembre de 2010, entrando de ese modo en vigencia.